# Municipio de Windemere
El municipio de Windemere (en inglés: Windemere Township) es un municipio ubicado en el condado de Pine en el estado estadounidense de Minnesota. En el año 2010 tenía una población de 1711 habitantes y una densidad poblacional de 18,54 personas por km².

## Geografía
El municipio de Windemere se encuentra ubicado en las coordenadas 46°22′36″N 92°43′46″O / 46.37667, -92.72944. Según la Oficina del Censo de los Estados Unidos, el municipio tiene una superficie total de 92.27 km², de la cual 78.77 km² corresponden a tierra firme y (14.63%) 13.5 km² es agua.

## Demografía
Según el censo de 2010, había 1711 personas residiendo en el municipio de Windemere. La densidad de población era de 18,54 hab./km². De los 1711 habitantes, el municipio de Windemere estaba compuesto por el 96.79% blancos, el 0.06% eran afroamericanos, el 1.34% eran amerindios, el 0.35% eran asiáticos, el 0.06% eran isleños del Pacífico, el 0.12% eran de otras razas y el 1.29% pertenecían a dos o más razas. Del total de la población el 1.11% eran hispanos o latinos de cualquier raza.